# Festival Internacional de Cine de Cannes de 2024
La 77.ª edición del Festival International de Cine de Cannes se celebró del 14 al 25 de mayo de 2024. La cineasta y actriz estadounidense Greta Gerwig presidió el jurado de la competición principal.
El cartel oficial del festival presenta una imagen fija de la película Rhapsody in August (1991), de Akira Kurosawa, seleccionada para el Festival de Cine de Cannes de 1991. Fue diseñado por Hartland Villa.
Durante el festival fueron entregadas tres Palmas de Oro Honoríficas: la primera fue entregada a la actriz Meryl Streep durante la ceremonia de inauguración y las otras dos fueron concebidas al estudio de animación Studio Ghibli y al cineasta George Lucas, entregada en la ceremonia de clausura. La película estadounidense Anora de Sean Baker, fue la ganadora de la Palma de Oro en la edición del Festival.

## Jurado

### Selección oficial
Largometrajes
- Greta Gerwig, actriz y cineasta estadounidense - Presidenta del Jurado.
- Ebru Ceylan, fotógrafa, guionista y actriz turca.[8]
- Lily Gladstone, actriz norteamericana.[8]
- Eva Green, actriz y modelo francesa.[8]
- Nadine Labaki, directora y actriz libanesa.[8]
- Juan Antonio Bayona, director, productor y guionista español.[8]
- Pierfrancesco Favino, actor italiano.[8]
- Hirokazu Koreeda, director, productor, editor y guionista japonés.[8]
- Omar Sy, actor y productor francés.[8]

 Un certain regard 
- Xavier Dolan, actor y cineasta canadiense - Presidente del jurado.
- Maïmouna Doucouré, cineasta senegalés-francés.[9]
- Asmae El Moudir, cineasta y productor de cine marroquí.
- Vicky Krieps, actriz alemana.
- Todd McCarthy, escritor, crítico de cine y director estadounidense.

### Cinéfondation y cortometrajes
- Lubna Azabal, actriz belga - Presidenta del jurado[10]
- Marie-Castille Mention-Schaar, productora y cineasta francesa.
- Paolo Moretti, programador y realizador italiano.
- Claudine Nougaret, productor de cine francés.
- Vladimir Perišić, cineasta serbio.

### Jurados independientes
Semana de la crítica
- Sylvie Pialat, productora de cine francesa – Presidenta del jurado[n. 1]
- Ben Croll, periodista y crítico de cine canadiense.[13]
- Iris Kaltenbäck, cineasta francés.
- Virginie Surdej, editor de fotografía danés.
- Eliane Umuhire, actriz ruana.

Queer Palm
- Lukas Dhont, cineasta belga - Presidente del jurado[14]
- Hugo Bardin, cantante y director francés.[15]
- Sophie Letourneur, cineasta francés.
- Juliana Rojas, cineasta brasileño.
- Jad Salfiti, periodista palestino.

L'Œil d'or
- Nicolas Philibert, cineasta francés - Presidente del jurado[16]
- Dyana Gaye, cineasta senegalesa-francesa.[17]
- Elise Jalladeau, productor de cine francés.
- Mina Kavani, actriz iraní-francesa.
- Francis Legault, cineasta canadiense.

## Selección oficial

### Largometrajes
Las siguientes películas fueron seleccionadas para competir por la Palma de Oro al mejor largometraje:
| Título internacional     | Título original         | Director(es)         | País de origen                               |
| ------------------------ | ----------------------- | -------------------- | -------------------------------------------- |
| All We Imagine as Light  | All We Imagine as Light | Payal Kapadia        | Francia India Italia Luxemburgo Países Bajos |
| Anora                    | Anora                   | Sean Baker           | Estados Unidos                               |
| The Apprentice           | The Apprentice          | Ali Abbasi           | Canadá Dinamarca Irlanda Estados Unidos      |
| Beating Hearts           | L’Amour Ouf             | Gilles Lellouche     | Bélgica Francia                              |
| Bird                     | Bird                    | Andrea Arnold        | Alemania Estados Unidos Francia Reino Unido  |
| Caught by the Tides      | 风流一代                | Jia Zhangke          | China                                        |
| Emilia Perez             | Emilia Perez            | Jacques Audiard      | Francia México                               |
| The Girl with the Needle | Pigen med nålen         | Magnus von Horn      | Dinamarca Polonia Suecia                     |
| Grand Tour               | Grand Tour              | Miguel Gomes         | Francia Italia Portugal                      |
| Kinds of Kindness        | Kinds of Kindness       | Yorgos Lanthimos     | Estados Unidos Irlanda Reino Unido           |
| Limonov: The Ballad      | Limonov: The Ballad     | Kirill Serebrennikov | España Francia Italia                        |
| Marcello Mio             | Marcello Mio            | Christophe Honoré    | Francia Italia                               |
| Megalopolis              | Megalopolis             | Francis Ford Coppola | Estados Unidos                               |
| Motel Destino            | Motel Destino           | Karim Aïnouz         | Alemania Brasil Francia                      |
| Oh, Canada               | Oh, Canada              | Paul Schrader        | Estados Unidos                               |
| Parthenope               | Parthenope              | Paolo Sorrentino     | Francia Italia                               |
| The Shrouds              | The Shrouds             | David Cronenberg     | Canadá Francia                               |
| The Substance            | The Substance           | Coralie Fargeat      | Estados Unidos                               |
| Wild Diamond (CdO)       | Diamant brut            | Agathe Riedinger     | Francia                                      |

(CdO) indica la película candidata a la Caméra d'Or como ópera prima.

### Un certain regard
Las siguientes películas fueron seleccionadas para competir en la sección Un Certain Regard:
| Título internacional               | Título original                    | Director(es)          | País de origen         |
| ---------------------------------- | ---------------------------------- | --------------------- | ---------------------- |
| Armand (CdO)                       | Armand (CdO)                       | Halfdan Ullman Tondel | Noruega                |
| Black Dog                          | 狗阵                               | Guan Hu               | China                  |
| The Damned                         | Les Damnes                         | Roberto Minervini     | Italia                 |
| The Story of Souleymane            | L’Histoire de Souleymane           | Boris Lojkine         | Francia                |
| Norah                              | Norah                              | Tawfik Alzaidi        | Arabia Saudita         |
| On Becoming a Guinea Fowl          | On Becoming a Guinea Fowl          | Rungano Nyoni         | Irlanda Reino Unido    |
| Le Royaume (CdO)                   | Le Royaume (CdO)                   | Julien Colonna        | Francia                |
| Santosh                            | Santosh                            | Sandhya Suri          | India                  |
| September Says (CdO)               | September Says (CdO)               | Ariane Labed          | Francia Grecia         |
| The Shameless                      | The Shameless                      | Konstantin Bojanov    | Bulgaria Francia India |
| My Sunshine                        | ぼくのお日さま                     | Hiroshi Okuyama       | Japón                  |
| The Village Next to Paradise (CdO) | The Village Next to Paradise (CdO) | Mo Harawe             | Somalia                |
| Viet and Nam                       | Viet and Nam                       | Truong Minh Quy       | Vietnam                |
| Vingt Dieux! (CdO)                 | Vingt Dieux! (CdO)                 | Louise Courvoisier    | Francia                |
| Who Let the Dog Bite? (CdO)        | Le Proces du Chien                 | Lætitia Dosch         | Francia                |

(CdO) indica la película candidata a la Caméra d'Or como ópera prima.

## Fuera de competencia

### Cannes Premiere
Las siguientes películas fueron seleccionadas para ser proyectadas en la sección Cannes Premiere:
| Título internacional     | Título original          | Director(es)                        | País de origen          |
| ------------------------ | ------------------------ | ----------------------------------- | ----------------------- |
| Everybody Loves Touda    | Everybody Loves Touda    | Nabil Ayouch                        | Marruecos               |
| It's Not Me              | C’est Pas Moi            | Leos Carax                          | Francia                 |
| The Matching Bang        | En Fanfare               | Emmanuel Courcol                    | Francia                 |
| Misericordia             | Miséricorde              | Alain Guiraudie                     | Francia España Portugal |
| Rendez-Vous Avec Pol Pot | Rendez-Vous Avec Pol Pot | Rithy Panh                          | Francia                 |
| Le Roman de Jim          | Le Roman de Jim          | Arnaud Larrieu y Jean-Marie Larrieu | Francia                 |

## Secciones paralelas

### Semana de la Crítica
Las siguientes películas fueron elegidas para ser proyectadas en la Semana de la Crítica:

#### En competición
| Título internacional        | Título original       | Director(es)                  | País de origen                          |
| --------------------------- | --------------------- | ----------------------------- | --------------------------------------- |
| Baby (QP)                   | Baby (QP)             | Marcelo Caetano               | Brasil Francia Países Bajos             |
| Block Pass (CdO) (QP)       | La Pampa              | Antoine Chevrollier           | Francia                                 |
| Blue Sun Palace (CdO)       | Blue Sun Palace (CdO) | Constance Tsang               | Estados Unidos                          |
| The Brink of Dreams (ŒdO)   | Rafaat einy ll sama   | Nada Riyadh and Ayman El Amir | Arabia Saudita Dinamarca Egipto Francia |
| Julie Keeps Quiet (CdO)     | Julie zwijgt          | Leonardo Van Dijl             | Bélgica Suiza                           |
| Locust (CdO)                | 蟲                    | KEFF                          | Estados Unidos Francia Taiwán           |
| Simon of the Mountain (CdO) | Simon de la montaña   | Federico Luis                 | Argentina Chile Uruguay                 |

(CdO) indica la película candidata a la Caméra d'Or como ópera prima.

#### Proyecciones especiales
| Título internacional       | Título original     | Director(es)         | País de origen            |
| -------------------------- | ------------------- | -------------------- | ------------------------- |
| Across the Sea (QP)        | La mer au loin      | Saïd Hamich Benlarbi | Bélgica Francia Marruecos |
| Animale                    | Animale             | Emma Benestan        | Bélgica Francia           |
| Ghost Trail (CdO)          | Les Fantômes        | Jonathan Millet      | Alemania Bélgica Francia  |
| Queens of Drama (CdO) (QP) | Les Reines du drame | Alexis Langlois      | Bélgica Francia           |

(CdO) indica la película candidata a la Caméra d'Or como ópera prima.

## Premios

### Secciones oficiales
Palma de Oro
- Mejor película: Anora, de Sean Baker ( Estados Unidos)
- Gran Premio del Jurado: All We Imagine as Light de Payal Kapadia ( India)
- Premio del Jurado: Emilia Pérez, de Jacques Audiard ( Francia)
- Mejor dirección: Miguel Gomes por Grand Tour ( Francia) ( Portugal) ( Italia)
- Mejor guion: The Substance de Coralie Fargeat ( Estados Unidos)
- Mejor actriz: Adriana Paz, Karla Sofía Gascón, Selena Gomez, y Zoe Saldaña por  Emilia Pérez ( Francia)
- Mejor actor: Jesse Plemons por Kinds of Kindness  ( Estados Unidos)

Un Certain Regard
- Mejor película: Black Dog de Guan Hu ( China)
- Premio del jurado: The Story of Souleymane de Boris Lojkine ( Francia)
- Mejor director: (ex aequo) The Damned por Roberto Minervini  Italia y

On Becoming a Guinea Fowl por  Rungano Nyoni ( Irlanda) ( Reino Unido)
- Mejor reparto: (ex aequo) The Story of Souleymane ( Francia) y The Shameless ( Bulgaria)
- Premio de la Nueva Voz: Holy Cow de Louise Courvoisier ( Francia)
- Mención especial: Norah de Tawfik Alzaidi ( Arabia Saudita)